# بیگانه ساکن زمین (مجموعه تلویزیونی)

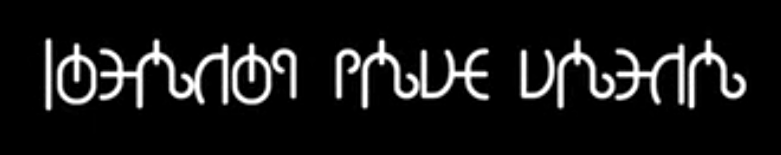
زبان بیگانه همان‌طور که در سریال دیده می‌شود. این عبارت در قسمت ۱ به «چهار ماه پیش» ترجمه می‌شود.

بیگانه ساکن زمین (انگلیسی: Resident Alien) یک مجموعه تلویزیونی علمی تخیلی کمدی-درام معمایی آمریکایی است که توسط کریس شریدان بر اساس کتاب کمیکی به همین نام توسط پیتر هوگان و استیو پارکهاوس ساخته شده‌است که در ۲۷ ژانویه ۲۰۲۱ در شبکه سای فای نمایش داده شد. آلن تودیک در این سریال نقش اصلی را بازی می‌کند. در مارس ۲۰۲۱، سریال برای فصل دوم تمدید شد، که قرار است در ۲۶ ژانویه ۲۰۲۲ پخش شود. در جولای ۲۰۲۲، این سریال برای فصل سوم در ۸ قسمت تمدید شد.

## داستان
پس از فرود تصادفی روی زمین، یک بیگانه فرستاده شده برای محو بشریت، می‌کشد و هویت یک پزشک آسیب‌شناسی را به خود می‌گیرد. از او خواسته می‌شود که پزشک شهر را کالبد شکافی کند که در شرایط نامعلومی درگذشت. او با معضل اخلاقی مأموریت مخفی خود دست و پنجه نرم می‌کند و در عین حال با پسری ۹ ساله که می‌تواند ظاهر واقعی او را ببیند، دست و پنجه نرم می‌کند.

## بازیگران

### اصلی
- آلن تودیک در نقش بیگانه فضایی با نامی غیرقابل تلفظ که به صورت تصادفی روی زمین فرود آمد، گونه او این قابلیت را دارند که با لمس DNA هر گونه ای دیگر ملکول های زیستی طرف مقابل را بازسای کند و به شکل موجودی دیگر در بیاید، بنابراین او دکتر هری وندرسپیگل را کشت و به شکل او تغییر حالت داد و هویت او را گرفت. هری به زمین فرستاده شد تا نسل بشر را نابود کند، با این باور که این به نفع سیاره خواهد بود، اما سریال را با ابهام اخلاقی مأموریت خود سپری می‌کند. او مجذوب انسان‌ها شده‌است او عقیده دارد گونه او از انسان ها باهوش‌تر است و حتی توانسته با تماشای تکرارهای سریال نظم و قانون یادبگیرد که چگونه انگلیسی صحبت کند، و همچنین چگونه خود را به عنوان یک پزشک معاینه کند. اگرچه او سعی می‌کند با مردم ترکیب شود، اما به دلیل درک نادرست از نشانه‌های اجتماعی، همواره برجسته است. با پیشروی سریال، او بیشتر در مورد رفتار انسان می‌آموزد و به‌طور غیرارادی احساسات و ارتباطات انسانی را در حالی که در لباس مبدل است توسعه می‌دهد. تودیک همچنین نقش وندرسپیگل واقعی را بازی می‌کند. بدلکار کیث آربوتنات نقش بیگانه را در شکل واقعی خود بازی می‌کند.
- سارا تومکو در نقش آستا دوازده تریز، دستیار پزشک شهر و یکی از اعضای قبیله بومی آمریکایی یوته است. او در دوران دبیرستان وقتی که 15 سال داشت درگیر یک رابطه سمی با یکی از همکلاسی هایش به نام جیمی میشود، و در نهایت به اصرار دوست پسرش جیمی مجبور میشود دخترشان جی را به فرزندخواندگی بدهد. او اولین بزرگسالی است که راز هری را فهمید و هری با او وارد یک رابطه دوستانه میشود.
- کوری رینولدز در نقش مایک تامپسون، کلانتر شهر، که از مردم می‌خواهد که او را سیاه بزرگ صدا کنند. او ناامنی‌های خود را با تلاش برای کنترل دائمی در هر موقعیتی پنهان می‌کند. پدرش اشاره کرد که کار او در واشینگتن دی سی در نتیجه مرگ یک سناتور آمریکایی به پایان رسید.
- آلیس وترلند در نقش دارسی بلوم، مالک بار شهر، متخصص کوهنوردی محلی، بازرس ایمنی بهمن و بهترین دوست آستا. پس از اینکه در بازی‌های المپیک دچار یک حادثه اسکی شد محبور شد اسکی را کنار بگذارد، او به زادگاهش بازگشت و اکنون روزهای خود را صرف مراقبت از بار و انتخاب‌های مشکوک زندگی می‌کند. او در اولین برخورد جذب هری شده‌است.
- لوی فیهلر در نقش بن هاثورن، شهردار جوان شهر. او جذاب اما کودکانه است و همسرش کیت در روابط آنها مسلط است. او در دبستان و دبیرستان با دارسی رابطه داشت.
- جودا پرهن در نقش مکس هاتورن، پسر 8 ساله شهردار می باشد و تنها ساکن شهر است که این توانایی ذاتی را دارد که می‌تواند شکل واقعی هری یا هر بیگانه فضایی دیگر را ببیند. او همچنین می‌تواند «درخشش سبز» منتشر شده توسط فناوری بیگانه را ببیند. هری بارها او را تهدید به کشتن می‌کند و سعی می‌کند او را وادار کند که از آنجا دور شود، اما در نهایت با این پسر که می‌تواند به او در مأموریتش کمک کند، دوست می‌شود.

### مکمل
- الیزابت بوون در نقش لیو بیکر، معاون کلانتر مایک، و تنها پلیس دیگری در شهر. کلانتر کمتر از او قدردانی می‌کند و نادیده گرفته می‌شود و در نهایت پشت سر او کار پلیس انجام می‌دهد.
- بن کاتن در نقش جیمی، همسر سابق آستا.
- مردیت گرتسون در نقش کیت هاثورن، همسر شهردار، که به عنوان معلم مدرسه و مادر مکس هاثورن کار می‌کند، که شکل واقعی هری را می‌بیند. گرتسون با وجود حضور در تمام قسمت‌های فصل اول، به عنوان یک ستاره مهمان شناخته می‌شود.
- گریسلین عوض رینکه در نقش سحر، دوست و همکلاسی مکس هاثورن. سحر که یک دختر جوان ماجراجو و یک مسلمان مؤمن است، در ابتدا تنها فرد دیگری در شهر است که ادعای مکس مبنی بر اینکه هری یک بیگانه است را باور می‌کند.
- کایلا راین در نقش جی، یک دختر نوجوان احمق که به صورت پاره وقت برای کلینک شهر کار می‌کند. او متوجه می‌شود که همکارش آستا مادر بیولوژیکی اوست.
- دبورا فینکل در نقش ابیگیل هاجز، همسر دکتر سام هاجز.
- وجنا لامیا در نقش جودی کوپر که در سالن بولینگ کار می‌کند. او از نظر جنسی ماجراجو است و اغلب با D'Arcy معامله می‌کند.
- گری فارمر در نقش دن تولوتریس، پدرخوانده آستا که صاحب غذاخوری شهر است.
- دایانا بنگ در نقش پرستار الن، که نسبت به اکثر افرادی که با آنها برخورد می‌کند بداخلاق و بی‌ادب است، و نه بیشتر از آستا، که او آگاهانه نامش را اشتباه تلفظ می‌کند.
- ماندل موگان در نقش لیزا کاسپر، یک زن جامعه‌گرا که برای ژنرال مک کالیستر کار می‌کند. او هیچ مشکلی با کشتن هر کسی که با آن روبرو می‌شود ندارد و مشتاقانه منتظر کشتن بعدی خود است و از انجام آن لذت می‌برد.
- الکس باریما در نقش ستوان دیوید لوگان که برای ژنرال مک کالیستر کار می‌کند. ژنرال مک کالیستر پس از گردآوری سرنخ‌هایی دربارهٔ فرود تصادف هری، او را استخدام می‌کند تا بیگانه را قبل از مافوقش پیدا کند. او متأسفانه با لیزا کاسپر شریک شده و توسط او عذاب می‌کشد.
- آلوین سندرز در نقش لوئیس تامپسون، پدر بیمار کلانتر.
- الوی یوست در نقش ایزابل، همسر واقعی هری و یک هنرمند بریتانیایی که همسرش را در یک نمایشگاه هنری در شهر نیویورک جذب کرد.
- لیندا همیلتون در نقش ژنرال مک کالیستر، افسر بلندپایه ارتش ایالات متحده. مک کالیستر در دوران کودکی خود یک فضاپیما را از نزدیک دید و زندگی خود را صرف جستجو و اثبات بیشتر وجود بیگانگان کرده‌است.
- مایکل کاسیدی در نقش اتان استون، یک پزشک کاریزماتیک که جایگزین هری به عنوان پزشک جدید شهر می‌شود.

### مهمان
- ناتان فیلیون در نقش صدای تله پاتی اختاپوسی در تانک رستوران که هری با او مکالمه تله پاتی دارد. گفتگوی آنها نشان می‌دهد که گونه‌ هری و اختاپوس‌ها ارتباط ژنی نزدیکی با هم دارند، چیزی که بعدها خود هری به آستا بیان کرد.[الف]
- تری اوکوئین در نقش پیتر باخ، یک «تجربه بیگانه» که میزبان پادکست محبوبی دربارهٔ یوفوها است. او و همسرش ۳۰ سال پیش با ربوده شدن پسر متولد نشده آنها با فرازمینی‌ها تماس گرفتند. او نیز مانند مکس می‌تواند شکل واقعی هری و سایر بیگانگان را ببیند.
- جورجیو آ. تسوکالو به عنوان خودش. در فصل ۱، قسمت ۹، هری در یک کنفرانس بشقاب پرنده در اتاق خود پنهان می‌شود و آنها گفتگوی معناداری در مورد بیگانگان باستانی دارند.

## قسمت‌ها
| فصل | قسمت‌ها | قسمت‌ها | تاریخ اصلی روی آنتن رفتن | تاریخ اصلی روی آنتن رفتن |
| فصل | قسمت‌ها | قسمت‌ها | اولین بار                | آخرین بار                |
| --- | ------ | ------ | ------------------------ | ------------------------ |
| ۱   | ۱۰     | ۱۰     | ۲۷ ژانویه ۲۰۲۱           | ۳۱ مارس ۲۰۲۱             |
| ۲   | ۱۶     | ۸      | ۲۶ ژانویه ۲۰۲۲           | ۱۶ مارس ۲۰۲۲             |
| ۲   | ۱۶     | ۸      | ۱۰ اوت ۲۰۲۲              | ۲۰۲۲                     |

### فصل 1 (2021)
| شم. کلی | شم. در فصل | عنوان                                     | کارگردان                | نویسنده                           | تاریخ انتشار اصلی | U.S. تعداد بیننده (میلیون) |
| --- | ---------- | ----------------------------------------- | ----------------------- | --------------------------------- | ----------------- | -------------------------- |
| ۱ | ۱          | «خلبان»                                   | دیوید دابکین (کارگردان) | نمایشنامۀ تلویزیونی : کریس شریدان | ۲۷ ژانویه ۲۰۲۱    | 1.08                       |
| یک فضاپیمای بیگانه مورد اصابت صاعقه قرار می‌گیرد و در نزدیکی شهر روستایی پاتینس در کلرادو فرود می‌آید. خلبان آن، که نام واقعی او توسط انسان‌ها تلفظ نمی‌شود، در مأموریتی بود که زندگی انسان را روی زمین از بین ببرد. او که سرگردان است، باید با در نظر گرفتن شکل انسانی و هویت دکتر هری وندرسپیگل، که او در هنگام برخورد با او کشته شد، ترکیب شود. ماه‌هاست که هری به دنبال وسیله‌ای که بشریت را از بین می‌برد، کوه‌ها را جستجو می‌کند و در دریاچه برای جسد دکتر وندرسپیگل ماهیگیری می‌کند. شریف مایک و معاون لیو از هری می‌خواهند جسد سم هاجز، پزشک شهر را معاینه کنند و رفتار او ناپسند است اما پذیرفته شده‌است. او حتی با کمک سرپرست پرستار آستا تولوترز، شغل دکتر را بر عهده می‌گیرد، اما متوجه می‌شود که هویت واقعی او توسط مکس، پسر جوان شهردار بن هاتورن قابل مشاهده است. پس از نوشیدن زیاد مشروبات الکلی برای جا افتادن، هری تلاش ناموفقی برای کشتن مکس دارد. روز بعد، هری آستا را از دست همسر سابقش جیمی نجات می‌دهد، در حالی که آنها در حال انتقال وسایل او از خانه اش هستند، و آستا به هری اعتماد می‌کند که او و فرزند جیمی را در سن ۱۶ سالگی برای فرزندخواندگی تسلیم کرده‌است. در اصل مرگ سم را به او نسبت می‌دهد پس از خودکشی، هری در مراسم تشییع جنازه جسد را دوباره بررسی می‌کند و به این نتیجه می‌رسد که او مسموم شده‌است. هری به آستا اعتماد می‌کند که یکی از عزاداران باید قاتل باشد. هری با شروع اولین شیفت خود به عنوان پزشک شهر جدید، متوجه می‌شود که اولین بیمارش مکس است. |            |                                           |                         |                                   |                   |                            |
| ۲ | ۲          | «دلتنگی»                                  | رابرت دانکن مک‌نیل       | Chris Sheridan                    | ۳ فوریه ۲۰۲۱      | 1.22                       |
| مکس بعد از اینکه هری سعی کرد با اره استخوانی سرش را ببرد، با فریاد از کلینیک بیرون می‌رود. با تشویق لیو، مکس پوسترهایی با دست ترسیم شده از شکل بیگانه هری پخش می‌کند و هری به فکر راه‌هایی برای کشتن او است. دارسی بلوم، متصدی بار شهر، با هری قرار ملاقات می‌گذارد و تصادفی را که به حرفه اسکی او پایان داد، شرح می‌دهد. هری با الهام گرفتن، ترمز دوچرخه مکس را قطع می‌کند، اما تصادف ناشی از آن فقط باعث زخمی می‌شود که نیاز به بخیه زدن روی بازوی مکس دارد. هری و مکس در طول این عمل به صورت کلامی با هم جدا می‌شوند. آستا با کمک پدرش دن، با مرگ سام کنار می‌آید. هری که احساس دلتنگی می‌کند، شروع به جمع‌آوری لوازم برای تعمیر کشتی خود می‌کند، از جمله استخراج تلوریم، که خاصیت شناور دارد. در همین حال، مردی هنگام گرفتن عکس سلفی از یک صخره برفی سقوط می‌کند اما در اواسط پاییز توسط نیرویی نامرئی معلق می‌شود. او بعداً توسط لیزا کاسپر و دیوید لوگان کشف شد، او هنوز در بالای چیزی که به نظر می‌رسد قطعه ای از کشتی سقوط کرده هری است معلق و منجمد است. |            |                                           |                         |                                   |                   |                            |
| ۳ | ۳          | «اسرار»                                   | Robert Duncan McNeill   | Njeri Brown                       | ۱۰ فوریه ۲۰۲۱     | 0.88                       |
| هنگامی که یک ماهیگیر پای هری واقعی را در دریاچه پیدا می‌کند، هری پوست ختنه گاه نوزاد را به عنوان نمونه پوست برای جلوگیری از تطابق DNA ارائه می‌دهد. در حالی که مقامات دریاچه را برای یافتن بقیه جسد جست و جو می‌کنند، هری پس از اینکه در ساحل شسته شد، آن را در فریزر خود پنهان می‌کند. در همین حال، کیت، همسر بن، در تلاش است تا بفهمد که در مورد ادعاهای ماکس در مورد فرازمینی بودن، که هیچ‌کس به جز همکلاسی او سحر، آن را باور نمی‌کند، چه کاری انجام دهد. آستا و دارسی در یک مهمانی دبیرستانی شرکت می‌کنند، جایی که آستا متوجه می‌شود یکی از پدهای نسخه سام به سرقت رفته و برای فروش مواد مخدر به دانش‌آموزان استفاده شده‌است. او در مهمانی، کارمند پاره وقت کلینیک، جی نیمه هوشیار را پیدا می‌کند و او را به خانه رها می‌کند، و فلش بک نشان می‌دهد که جی نوزادی است که او به دنیا آورده‌است. دارسی با هری که غافل است معاشقه می‌کند. لیزا و دیوید با گاوچرانی که ماه‌ها پیش شاهد هری در شکل بیگانه‌اش بوده چت می‌کنند و لیزا پس از اطلاع از اینکه قصد دارد کتابی در مورد آن منتشر کند، او را به قتل می‌رساند. |            |                                           |                         |                                   |                   |                            |
| ۴ | ۴          | «پرندگان از پر»                           | جی چاندراسکار           | Tazbah Chavez                     | ۱۷ فوریه ۲۰۲۱     | 1.02                       |
| بن و کیت هری را به شام دعوت می‌کنند تا مکس را متقاعد کنند که او عادی است. متأسفانه، هری از دارسی دعوت می‌کند که مست می‌شود و در مورد عشق دوران کودکی خود با بن صحبت می‌کند. هنگامی که آنها ناهار می‌خورند، سحر کلیدهای خانه هری را می‌دزدد و از آنها کپی می‌کند. لیو ناراحتی‌های حرفه ای خود را به D'Arcy ابراز می‌کند، که او را تشویق می‌کند تا در برابر مایک بایستد. هری با خانواده آستا ملاقات می‌کند و می‌گوید که جی دختری است که او را به فرزندخواندگی واگذار کرده‌است. با وجود ناراحتی آستا، این خبر او و دن را به هم نزدیکتر می‌کند. مکس و سحر وارد کابین هری می‌شوند اما توسط فناوری بیگانه بیهوش می‌شوند و هری آنها را کشف می‌کند. همان‌طور که او آنها را از کابین بیرون می‌آورد، همسر واقعی هری ناگهان ایزابل ظاهر می‌شود. |            |                                           |                         |                                   |                   |                            |
| ۵ | ۵          | «زبان عشق»                                | Jay Chandrasekhar       | Sarah Beckett                     | ۲۴ فوریه ۲۰۲۱     | 1.24                       |
| یک فلاش بک نشان می‌دهد که چگونه هری واقعی با همسرش ایزابل در یک نمایشگاه هنری آشنا شد. پس از اینکه هری مخفیانه مکس و سحر را به خانه‌هایشان بازمی‌گرداند، اوراقی را امضا می‌کند تا ایزابل را که از رفتار او آسیب دیده و متحیر شده‌است، طلاق دهد. دارسی و ایزابل مشکلات عاشقانه خود را به اشتراک می‌گذارند، بدون اینکه متوجه شوند در مورد یک مرد صحبت می‌کنند. وقتی بن و کیت متوجه می‌شوند که مکس وارد کابین هری شده‌است، هری آنها را تشویق می‌کند که مکس را به یک مؤسسه خارج از ایالت بفرستند. با این حال، سحر هری و مکس را متقاعد می‌کند که با آتش‌بس موافقت کنند. جی متوجه می‌شود که آستا مادرش است و کلینیک را ترک می‌کند. هری کم‌کم با ایزابل گرم می‌شود. مایک نتایج سم‌شناسی را دریافت می‌کند که ثابت می‌کند سم مسموم شده‌است. |            |                                           |                         |                                   |                   |                            |
| ۶ | ۶          | «هیولای سکسی»                             | Jennifer Phang          | Emily Eslami & Jeffrey Nieves     | ۳ مارس ۲۰۲۱       | 1.20                       |
| هری پس از ملاقات با اتان استون، دکتر خوش‌تیپ و با فضیلت شهر جدید، حسادت می‌کند تا اینکه در حین کشتی‌بازی، شانه یتان را از جایش درمی‌آورد. هری بارها و بارها به ایزابل بیهوش دارو مصرف می‌کند تا بتواند دستگاه خود را جستجو کند. او در مورد پد نسخه دزدیده شده به مایک می‌گوید، و لیو با تحقیقات در توپ باقی می‌ماند در حالی که مایک خودش را احمق می‌کند که یک مظنون نوجوان را کباب می‌کند. در یک شب بولینگ دخترانه، آستا جیمی را به دزدیدن پدهای نسخه متهم می‌کند. یک فلاش بک داستان ژنرال النور رایت را نشان می‌دهد که در کودکی یک بشقاب پرنده را دید. پنجاه سال بعد، پس از اینکه سفینه فضایی هری تحت نظارت نظامی قرار گرفت، رایت لیزا و دیوید را برای تحقیقی مخفیانه استخدام کرد که در نهایت آنها را به سفینه فضایی نامرئی هری هدایت کرد. سفینه فضایی به یک پناهگاه نظامی برده می‌شود و آنها منتظر بازگشت او هستند. درست زمانی که هری متوجه مفقود شدن کشتی اش می‌شود، یک وسیله نقلیه روی او فرود می‌آید. |            |                                           |                         |                                   |                   |                            |
| ۷ | ۷          | «درخشش سبز»                               | Jennifer Phang          | Elias Benavidez                   | ۱۰ مارس ۲۰۲۱      | 1.07                       |
| معلوم می‌شود که راننده ایزابل است که متوجه شده‌است هری او را مواد مخدر مصرف کرده‌است. هری با فهمیدن اینکه آنها تحت نظر هستند، با صدای بلند می‌گوید که به فضا نیاز دارد و لیزا و دیوید را دور می‌اندازد. ایزابل خشمگین به نیویورک بازمی‌گردد. این، از دست دادن شغل او، و از دست دادن سفینه فضایی او، هری را به افسردگی می‌کشاند. در یک خاموشی ناشی از مواد مخدر و الکل، هری خواب می‌بیند که جسد هری واقعی به دلیل کشتن او به او حمله می‌کند و او را به خاطر شکست در ماموریتش طعنه می‌زند. آستا و دارسی برای شاد کردن هری، او را بالا می‌برند، و او در نهایت با یک پسر عموی هشت پا در یک تانک در یک رستوران ژاپنی صحبت می‌کند. جیمی مایک و لیو را به نسخه‌های نسخه دزدیده شده و سرایدار دبیرستانی که آنها را می‌فروخت هدایت می‌کند، اما وقتی مایک نقش لیو را در دستگیری مجرم به‌تنهایی اعتراف نمی‌کند، او را به او می‌گوید و ترک می‌کند. هری به بن و کیت می‌گوید که او مکس را اشتباه تشخیص داده‌است و آنها تصمیم می‌گیرند او را دور نکنند. در عوض، مکس از توانایی خود برای دیدن درخشش سبز ساطع شده توسط دستگاه هری استفاده می‌کند تا آن را روی یک یخچال طبیعی قرار دهد. وقتی هری به آن می‌رسد، کشتی او فعال می‌شود و دیوید مکان هری را مشخص می‌کند. آستا و دارسی از ترس امنیت هری به یخچال می‌رسند و زمین زیر پای آنها راه می‌افتد. |            |                                           |                         |                                   |                   |                            |
| ۸ | ۸          | «پایان جهان همان‌طور که ما آن را می‌شناسیم» | Shannon Kohli           | Christian Taylor                  | ۱۷ مارس ۲۰۲۱      | 1.27                       |
| وقتی آستا و هری خود را در اعماق شکافی از یخچال می‌بینند، دارسی بیهوش می‌شود. پای هری زخمی می‌شود و او نمی‌تواند هویت خود را پنهان کند، اما آستا با نجابت قدم می‌گذارد تا به نیازهای پزشکی او رسیدگی کند و دستگاه گمشده اش را (که هری می‌گوید یک رادیو است) جستجو کند. در همین حال، بن به توصیه مایک سعی می‌کند در سالگرد تولدش قاطعانه تر باشد، اما کیت کمتر تحت تأثیر قرار می‌گیرد. لیزا و دیوید وارد شهر می‌شوند تا بیگانه را پیدا کنند و یکی از پوسترهای مکس را کشف کنند. دارسی بهبود می‌یابد و هری و آستا را از شکاف بیرون می‌کشد، اما آستا او را در بیمارستان رها می‌کند و هری را به سمت غذاخوری دن می‌برد. زخم هری عفونی شده‌است و او از مرگ استعفا می‌دهد تا اینکه آستا فاش می‌کند که دستگاه او را پیدا کرده‌است و او تصمیم می‌گیرد تا مأموریت خود را به پایان برساند زیرا دان پای او را قطع می‌کند. |            |                                           |                         |                                   |                   |                            |
| ۹ | ۹          | «بیگانگان خوش آمدید»                      | Shannon Kohli           | Nastaran Dibai                    | ۲۴ مارس ۲۰۲۱      | 1.16                       |
| در حالی که پای هری در حال بازسازی است، او متوجه می‌شود که دستگاهش شکسته‌است. او و آستا که برای ساختن ردیاب‌هایی که بیگانگان خاکستری در انسان ربوده‌شده کاشته می‌کنند، به فلزی نیاز دارند که از یک کنفرانس تجربه‌گر بیگانه بازدید می‌کنند. پس از اینکه چندین تجربه‌کننده داستان‌های دلخراش خود را به اشتراک می‌گذارند، آستا روی صحنه می‌رود و تجربه مثبت خود را به اشتراک می‌گذارد، اگرچه یکی دیگر از شرکت‌کنندگان بعداً به او هشدار می‌دهد که بیگانه‌اش ممکن است «کریستف کلمب» باشد. پس از اینکه هری تقریباً یک گلوله BB را از یک تجربه‌کننده ساختگی جدا می‌کند، او یک ردیاب از پیتر باخ شکارچی بیگانه به دست می‌آورد، که همچنین می‌تواند شنل ژنتیکی هری را ببیند و پسر متولد نشده‌اش توسط بیگانگان خاکستری ۳۰ سال قبل ربوده شده بود. در همین حین، دیوید و لیزا به عنوان یک زوج ژست می‌گیرند و با هاثورنز شام می‌خورند تا به مکس نزدیک شوند. مایک با استفاده از تابلوی قتل لیو، ابیگیل هاجز، بیوه سام را که رابطه نامشروع داشت و (به عنوان یک آرایشگر) به سموم بوتولینوم مورد استفاده برای تزریق بوتاکس دسترسی داشت، دستگیر می‌کند. او غرور خود را می‌بلعد و در حین کارائوکه، لیو را به نیرو دعوت می‌کند. دارسی که از رفتار و غیبت آستا ناراحت است، وارد کابین هری می‌شود و جسد دکتر وندرسپیگل واقعی را کشف می‌کند. |            |                                           |                         |                                   |                   |                            |
| ۱۰ | ۱۰         | «قهرمانان صبر»                            | Robert Duncan McNeill   | Chris Sheridan                    | ۳۱ مارس ۲۰۲۱      | 1.14                       |
| در یک فلاش بک، هری واقعی ساعت‌ها قبل از کشته شدن توسط خود هری، انسولین سم را مسموم می‌کند. دارسی به مایک و لیو در مورد جسد هری واقعی می‌گوید، اما هری قبلاً آن را در اتاق زیر شیروانی مخفی کرده‌است. سپس لیو یکی از چکمه‌های هری واقعی را در ساحل دریاچه پیدا می‌کند که منجر به تبدیل شدن هری به یک فرد مورد علاقه می‌شود. وقتی دستگاهش دوباره فعال شد، هری در فعال کردن آن تردید می‌کند، از یک پیتزا فروشی دیدن می‌کند و سفارش انبوه می‌دهد. او مکالمه دیگری را با جسد تصور می‌کند که او را در مورد ایجاد روابط عاطفی طعنه می‌زند و او را به خاطر گرفتن آنها از او سرزنش می‌کند. هری دستگاه خود را روی جسد آزمایش می‌کند، آن را متلاشی می‌کند، اما انگشت خود را می‌سوزاند. او ممکن است آنقدر انسان شده باشد که دستگاه بتواند او را بکشد. وقتی لیو به کلینیک مراجعه می‌کند تا پای بریده شده را با چکمه بازیابی شده مقایسه کند، آستا استنباط می‌کند که هری دکتر وندرسپیگل واقعی را کشته‌است. او با هری روبرو می‌شود و به او می‌گوید که آنها دیگر دوست نیستند. دل شکسته، هری دستگاه خود را فعال می‌کند. لیزا و دیوید مکس و سحر را گروگان نگه می‌دارند، اما بن و کیت آنها را کتک می‌زنند و بدرقه می‌کنند. سپس مأموران اتان را دستگیر می‌کنند، زیرا مکس به او گفته‌است که بیگانه «دکتر شهر» است، و لیزا با ژنرال مک کالیستر، دیوید را رها می‌کند. دارسی پس از اینکه به او اطمینان می‌دهد که آستا مادرش است، جی را دلداری می‌دهد و با جیمی روبرو می‌شوند و به او هشدار می‌دهند که قبل از رها کردن ترمز کامیون پارک شده‌اش، از آستا دوری کند. هری کشتی خود را پیدا می‌کند و قصد دارد دستگاه را از فضا پرتاب کند، اما او آستا و مکس را می‌بیند که در اسارت نیروهای دولتی هستند و برای نجات آنها می‌جنگد. آستا هری را متقاعد می‌کند که از انسانیت در امان بماند و او برای دور انداختن دستگاه خود در فضا می‌رود. در مسیر رسیدن به سیاره خانه خود، او متوجه می‌شود که مکس دور شده‌است. |            |                                           |                         |                                   |                   |                            |

### فصل 2 (2022)
| ' |    |                              |                       |                                                 |                 |      |
| ۱۱ | ۱  | «دوستان قدیمی»               | Robert Duncan McNeill | Chris Sheridan                                  | ۲۶ ژانویه ۲۰۲۲  | 1.36 |
| هری پس از اینکه در حال راه رفتن در جاده با آسیب سر و برهنه پیدا شد، در بیمارستان بیدار می‌شود. هری نمی‌تواند جزئیات اخیر را به خاطر بیاورد، اما به یاد می‌آورد که او یک بیگانه است که به زمین فرستاده شده‌است تا تمام زندگی انسان‌ها را از بین ببرد، و باعث می‌شود کارکنان بیمارستان فکر کنند که او دیوانه است. آستا از بن در خانه دیدن می‌کند، بی آنکه بداند سرنوشت مکس و هری چه شده‌است. مکس کشتی نامرئی را به آستا نشان می‌دهد که در زمین بیسبال سقوط کرده‌است. آستا هری را که اکنون معتقد است لنی بریسکو از قانون و نظم است، پیدا می‌کند و او را به رستوران سوشی می‌برد تا حافظه اش را آرام کند. ۴۲، اختاپوس تانک زنده که همچنین می‌تواند از طریق تله پاتی با آستا ارتباط برقرار کند، حافظه هری را بازیابی می‌کند و هری ۴۲ را به خانه می‌برد، زیرا اختاپوس‌ها با گونه‌های بیگانه او ارتباط نزدیک دارند. در کابین، مکس با هری روبرو می‌شود که چگونه بیگانه در هنگام سقوط هنگام بازگشت به زمین از او محافظت کرده‌است. مکس می‌گوید این ثابت می‌کند که هری او را مانند یک پدر دوست دارد. هری با عصبانیت مکس را بیرون می‌اندازد و ادعا می‌کند که او مسئول گیر افتادن روی زمین است، اگرچه مخفیانه نگران است که انسان‌تر شود. صبح روز بعد، مکس متوجه می‌شود که یک شبه موهای سینه اش رشد کرده‌است. در همین حال، مایک و لیو پای قطع شده را در خانه هری پیگیری می‌کنند و به این نتیجه می‌رسند که درب ورودی او پس از کشمکش تعویض شده‌است. کلانتر همچنین سالگرد مرده شریک سابق خود را به‌طور خصوصی برگزار می‌کند. |    |                              |                       |                                                 |                 |      |
| ۱۲ | ۲  | «سیم»                        | Robert Duncan McNeill | Sarah Beckett                                   | ۲ فوریه ۲۰۲۲    | 1.04 |
| مکس قطعه ای از «کیت بقا» هری گرفته‌است که باعث رشد موهای مکس از جمله ریش می‌شود. شهر همسایه، جساپ، گردشگری خود را بهتر از Patience تبلیغ می‌کند، زیرا در جساپ «پاهای بریده‌شده» وجود ندارد. خرابکاری با پای قطع شده روی تابلوهای شهر نمایان می‌شود و «تورهای قتل» آغاز می‌شود. هری که می‌دانست سیاره‌اش ممکن است گونه‌های بیشتری از گونه‌هایش را برای ریشه‌کن کردن زمین بفرستد، شروع به تجربه کابوس‌ها می‌کند و یک بسته بقا را به یک پناهگاه زیرزمینی تبدیل می‌کند. آستا هری را به بازی پوکر کلانتر دعوت می‌کند تا دوستان بیشتری پیدا کند، به این امید که هری دلایل بیشتری در کنار او برای نجات بشریت پیدا کند. در بازی، هری متوجه می‌شود که هری واقعی ۶ سال پیش تقریباً کابین خود را فروخته بود اما نظرش تغییر کرد. کلانتر و معاون به نظارت خود بر هری ادامه می‌دهند و او را در حال برداشتن مقدار زیادی خاک از خانه اش می‌بینند. از طریق تحقیقات خود، آنها ملکی را پیدا می‌کنند که کابین را فهرست کرده‌است، که به آنها می‌گوید هری اصلی کابین را می‌فروخت تا بدهی ۵۰۰۰۰۰ دلاری را بپردازد که ناگهان به صورت نقدی پرداخت کرد. آنها همچنین یادمی‌گیرند که هری در محل کارش به دلیل حضور در مناطقی که همان سمی که دکتر صبور را کشته‌است، منضبط شده‌است. هری پناهگاه را به آستا نشان می‌دهد و او از اینکه بیگانگان بیشتری برای نابودی زمین خواهند آمد وحشت دارد. او از هری می‌خواهد تا قبل از اینکه کلانتر برای بازجویی از هری بیاید، با سیاره‌اش تماس بگیرد. او با استفاده از قطعه ای از کیت بقای خود برای مبدل کردن خود به عنوان آستا از کشف اجتناب می‌کند. |    |                              |                       |                                                 |                 |      |
| ۱۳ | ۳  | «شب دختران»                  | Shannon Kohli         | Jenna Lamia                                     | ۹ فوریه ۲۰۲۲    | 1.09 |
| ۲۴ سال پیش در یک کمپ تابستانی، لیو جوان شاهد فلش نور در آسمان است که به‌طور ضمنی یک فضاپیمای بیگانه است. در حال حاضر، مایک و لیو با هری روبرو می‌شوند که با استفاده از ورزش‌های فوق‌انسانی از دستگیری اجتناب می‌کند، خاطرات آن‌ها را از رویارویی پاک می‌کند و باعث می‌شود فکر کنند اف‌بی‌آی تحقیقات قتل سام هاجز را به عهده گرفته‌است. بن برای رقابت با شهردار جساپ، یک آگهی تبلیغاتی می‌گیرد که گردشگری صبر را به عنوان خوشایند معرفی می‌کند. مکس و سحر با هری در مورد اثرات پیری یکی از قطعات کیت بقای هری روی مکس روبرو می‌شوند. آستا، دارسی، کیت و چند تن از دوستانشان برای یک شب دخترانه بیرون می‌روند، همراه با پسر عموی کیت، کارلین، فیزیکدان لیزری که مجذوب دستگاه تماس نیمه ساخته هری در دنیای خانه است اما از منشأ بیگانه آن بی‌خبر است. در بار، هری و کارلین عاشقانه با هم ارتباط برقرار می‌کنند، اگرچه هری می‌خواهد نشان ID خود را بکشد تا وارد آزمایشگاهش شود و یک جزء کلیدی را برای تکمیل دستگاه بدزدد. آستا او را سرزنش می‌کند و او با تحقیر بار را ترک می‌کند. خانم‌ها مخفیانه وارد دفتر بن می‌شوند و متوجه می‌شوند که زنان در Patience در مقایسه با مردان دستمزد کمتری دریافت می‌کنند، بنابراین تهدید می‌کنند که اگر بن را حل نکند، می‌ربایند. روز بعد، آستا متوجه می‌شود که هری کنترل بدن کارلین را با تغییر شکل به شکل او و رها کردن بدن واقعی و ناخودآگاه او در رختخواب به دست گرفته‌است. هری وارد آزمایشگاه لیزر می‌شود، اجزای مورد نیاز را می‌دزدد و بارها رئیس کارلین را به خاطر پیشرفت ناخواسته دور اتاق پرتاب می‌کند. دارسی تابلوهایی را می‌اندازد که خواستار دستمزد برابر از یک هلیکوپتر است که باعث خوشحالی خانم‌ها می‌شود. بن که نسبت به شبی که او و دارسی همدیگر را بوسیدند احساس گناه می‌کند، تقریباً حقیقت را به کیت می‌گوید، اما در عوض به او می‌گوید که موضوع شکاف جنسیتی را به گوش مجمع شهر برساند. |    |                              |                       |                                                 |                 |      |
| ۱۴ | ۴  | «رادیو هری»                  | Shannon Kohli         | Tommy Pico                                      | ۱۶ فوریه ۲۰۲۲   | 1.02 |
| در حالی که هری آماده می‌شود تا دستگاه ارتباطی تکمیل‌شده‌اش را به قله‌ای کوهستانی ببرد تا به ارتباط مطلوبی دست یابد، مکس و سحر به آستا می‌گویند که گمان می‌کنند این دستگاه یک ماده منفجره دیگر است. آستا و دن هری را در پیاده‌روی او همراهی می‌کنند تا مطمئن شوند که دروغ نمی‌گوید، فقط دو پسر عموی آستا، کایلا و درو، به آنها ملحق می‌شوند. در حالی که دن آنها را سرگرم می‌کند، هری و آستا به مقصد می‌رسند و هری دستگاه خود را فعال می‌کند و توضیح می‌دهد که قصد دارد مردمش را به مدت ۵۰ سال از حمله به زمین دور نگه دارد، زیرا او فقط علاقه‌مند است که آستا را از انقراض جمعی نجات دهد. اگرچه آستا خشمگین است، اما یک تماس فوری از Big Leroy، یکی دیگر از اعضای قبیله او دریافت می‌کند. پس از اینکه هری به همسر لروی، سانی، در تولد پسرش کمک می‌کند، با آستا آشتی می‌کند و متوجه می‌شود که انسان‌ها چقدر برای زندگی یکدیگر ارزش قائل هستند. آستا که احساس می‌کند جی هرگز دختر او نخواهد بود، به ملاقات جیمی می‌رود و آنها در آغوش می‌گیرند. در همین حال، لیو با دارسی در مورد حافظه اخیرش از دست داده صحبت می‌کند و قرار ملاقاتی بین مایک و زنی به نام جودی می‌گذارد، اما مایک در صحبت با جودی در مورد اشتباهی که به قیمت تمام شدن شغل او به عنوان افسر پلیس در واشینگتن دی سی دی، مردد است. پدر و مادر آرسی به ملاقات او می‌روند و از او در مورد زندگی اش می‌پرسند که او از آن راضی نیست. بن و کیت با میچ گرین، شهردار جساپ، در مورد کمپین بدنامی او علیه صبر در یک رستوران روبرو می‌شوند. دو مرد یک روان‌پزشک را دستگیر می‌کنند و او را به یک مرکز مخفی پر از انسان می‌برند که توسط ژنرال مک کالیستر اداره می‌شود و متوجه می‌شود که دکتر ایتان استون آنطور که او تصور می‌کرد یک بیگانه نیست. هری در کابین برگشت، یک شماره تلفن مرموز از نیویورک دریافت می‌کند که لیزا آن را رهگیری می‌کند و به ژنرال مک کالیستر گزارش می‌دهد. |    |                              |                       |                                                 |                 |      |
| ۱۵ | ۵  | «روز خانواده»                | Lea Thompson          | Biniam Bizuneh                                  | ۲۳ فوریه ۲۰۲۲   | 0.90 |
| هری از طریق مایک متوجه می‌شود که هری اصلی با همسر اول خود قبل از ایزابل یک دختر منحط به نام لیزا داشته‌است، که از اردوگاه نوجوانان مشکل دار فرار کرده‌است تا پدرش را در صبور ملاقات کند. او مورفی، یکی از سگ‌هایی را که سحر برای همسایه‌هایش راه می‌رود، می‌دزد و از او و مکس می‌خواهد که قطعه کیت بقا را برگرداند، غافل از اینکه اکنون در دستان دیوید است، که از اثرات گرانشی آن مطلع می‌شود. در حالی که هری در تلاش است تا با لیزا پیوند بخورد، دارسی با آستا در مورد شبش در خانه جیمی روبرو می‌شود. در یک گردهمایی روز خانواده در پارک، هری سرانجام با لیزا ارتباط برقرار می‌کند و خاطره‌ای مثبت در سر مایک می‌گذارد تا جایگزین خاطره خالی از تلاش او برای دستگیری او شود. پرستار الن در مسابقه غذا خوردن برنده شد. و مکس و همکلاسی‌هایش نمایشی عجیب دربارهٔ ۵۹ معدنچی مشهور شهر اجرا می‌کنند که برای نجات یکی از آنها جان باختند. روز بعد، در حالی که لیزا از صمیم قلب خداحافظی می‌کند، هری متوجه می‌شود که چقدر دلش برای خانواده اش تنگ شده‌است و احساس می‌کند آماده رفتن به نیویورک است. لیو به مایک اعتراف می‌کند که باورش را مبنی بر اینکه یک موجود بیگانه خاطرات آنها را پاک کرده‌است. |    |                              |                       |                                                 |                 |      |
| ۱۶ | ۶  | «یک بیگانه در نیویورک»       | Lea Thompson          | Elias Benavidez                                 | ۲ مارس ۲۰۲۲     | 0.96 |
| یک فلاش بک نشان می‌دهد که هری و دکتر هاجز اصلی در سرقت پول از یک رویداد خیریه در نیویورک نقش داشته‌اند. در حال حاضر، سحر به هری می‌گوید که کیت بقای او توسط دیوید گرفته شده‌است، بنابراین هری تلاش می‌کند تا سگ مورفی را به او بازگرداند، اما متوجه می‌شود که مورفی ۴۲ اختاپوس را به‌طور مرگبار زخمی کرده‌است. هری بعد از اینکه با اندوه ۴۲ را می‌پزد و می‌خورد، با آستا به پیتزافروشی نیویورک می‌رود که شماره تلفن مرموز از آنجا آمده‌است. در گوشه خیابان، آنها یک نقاشی دیواری پیدا می‌کنند که در آن کلمه "Goliath" به زبان هری نوشته شده‌است. این باعث می‌شود هری نقاشی‌های دیواری دیگر را در سطح شهر پیدا کند و گالری هنری جالوت، یکی از اعضای هم نوع خود، را مشخص کند. در طول یک جشن در گالری، او و آستا با ویولیندا دارول، اپراتور برزیلی الاصل صحبت می‌کنند که می‌داند هری کیست و از آستا می‌پرسد که چند وقت است راز او را می‌داند. یکی از مهمانان مهمانی به هری یک قرص LSD می‌دهد، که او می‌خورد و باعث می‌شود که او دچار توهم شود و در حالی که در خیابان‌ها سرگردان است، کنترل بر شکل انسانی خود را از دست بدهد. لیو با مایک در مورد تئوری‌های بیگانه‌اش صحبت می‌کند، که او آن‌ها را رد می‌کند، اگرچه بعداً با او در مورد از دست دادن جسی، شریک زندگی‌اش، در واشینگتن دی‌سی صحبت می‌کند، در حالی که کیت و مکس خارج از شهر هستند، دارسی به بن کمک می‌کند تا با اطمینان خاطر به او کمک کند. خودش تصمیم می‌گیرد و شب را در اتاق خواب مکس می‌گذراند. |    |                              |                       |                                                 |                 |      |
| ۱۷ | ۷  | «فرار از نیویورک»            | Claudia Yarmy         | Emily Eslami & Jeffrey Nieves                   | ۹ مارس ۲۰۲۲     | 0.98 |
| ویولیندا آستا را به یک اتاق مخفی در گالری جالوت می‌برد، جایی که او جسد فسیل شده جالوت را حفظ کرده‌است. سپس آستا با هری که هنوز در یک سفر LSD است می‌آید و با یخ حواسش را بازمی‌گرداند. هری از شنیدن مرگ جالوت دلش شکسته‌است، اما وقتی آستا به او می‌گوید که جسد جالوت را دیده‌است، او را با عجله به گالری برمی‌گرداند و جسد را می‌کوبد و یک تخم بیگانه در داخل آن آشکار می‌شود. ویولیندا اعتراف می‌کند که جالوت از DNA او برای باردار کردن خود استفاده کرده و باعث فسیل شدن او شده‌است. و هری قول می‌دهد که از کودک نیمه بیگانه و نیمه انسان مراقبت کند. در فیلم صبر، کیت با بن در مورد نصب تابلویی که دوست ندارد در خانه آنها روبرو می‌شود، غافل از اینکه دارسی او را تشویق به انجام این کار کرده‌است. D'Arcy و Kate در مورد اینکه آیا دومی ممکن است دوباره باردار شود، بحث می‌کنند. بن دکتر اسمالوود مسن را از سمت خود به عنوان پزشک شهر جدید پاتینس اخراج می‌کند. و لیو یک ویدیوی بشقاب پرنده را به اینترنت ارسال می‌کند که توسط ترول‌های آنلاین مورد تمسخر قرار می‌گیرد. لیزا که به دنبال هری به نیویورک رفت، از گالری بیرون می‌رود و دو مرد را می‌کشد که هری را می‌شناسند، یکی از آنها برچسب نامی دارد که او را الکس اوگیلوی از گروه گالوان/پاول معرفی می‌کند. در قطاری خارج از شهر، لیزا هری را در حالی که دنباله‌ای از مایعی که تخم‌مرغ نشت کرده بود، به گوشه می‌کشد، و آن‌ها می‌جنگند تا اینکه هری او را از پنجره‌ای شکسته آویزان می‌کند. قطاری که از مسیر مقابل می‌آید سر لیزا را از تن جدا می‌کند. در ناهارخوری، دن با مایک صحبت می‌کند که چگونه دوستی به نام جو را در طی یک مأموریت کمین در جنگ ویتنام از دست داده و نام غذاخوری را به افتخار او گذاشته‌است. بازگشت به کابین، آستا در مورد جالوت و تخم مرغ به دن می‌گوید. هری قصد دارد تخم مرغ را در پناهگاه خود ذخیره کند، اما او و دوازده درختی توسط چند دوست مورد استقبال قرار می‌گیرند که با شروع تخم مرغ، جشن تولدی غافلگیرکننده برای او برگزار می‌کنند. |    |                              |                       |                                                 |                 |      |
| ۱۸ | ۸  | «مهمانی شام بیگانه»          | Claudia Yarmy         | Chris Sheridan                                  | ۱۶ مارس ۲۰۲۲    | 1.10 |
| ژنرال مک کالیستر در جنگلی با دیوید در مورد کیت بقای بیگانه اش روبرو می‌شود، اما زمانی که یک تک تیرانداز که به شکلی بیگانه پلک می‌زند، دیوید را می‌کشد، فرار می‌کند. مدت کوتاهی پس از رسیدن به خانه برای یک مهمانی غافلگیرکننده، هری کیسه ای را با تخم بیگانه در پناهگاه خود قرار می‌دهد. هری به آستا توضیح می‌دهد که پس از بیرون آمدن یک نوزاد بیگانه، هر غذای پرکالری که بتواند پیدا کند، از جمله انسان می‌خورد، بنابراین آستا سعی می‌کند از شر مهمانان خانه خلاص شود. هری به زیرزمین می‌رود تا تخم مرغ را بررسی کند و متوجه می‌شود که قبلاً از تخم بیرون آمده‌است و بچه بیگانه گم شده‌است. دارسی به کیت کمک می‌کند در حمام تست بارداری بدهد. بعداً، دارسی اشاره می‌کند که با بن به صخره‌نوردی رفته‌است، و مایک اجازه می‌دهد که او بن را بوسید. کیت از اینکه بن به او نگفته که در زمانی که او رفته بود با دارسی وقت گذرانده عصبانی می‌شود و به او می‌گوید که باردار است. جی از آستا درخواست می‌کند که تولد ۱۸ سالگی خود را با او بگذراند. آستا به حمام کابین می‌رود و بچه بیگانه را در توالت پیدا می‌کند و از پنجره بیرون می‌رود. در همین حین، مکس و سحر از دست پرستار الن، که کار بدی از بچه‌ها را انجام می‌دهد، فرار می‌کنند تا به هری هشدار دهند که دولت به دنبال او است. با رسیدن به خانه هری، نوزاد بیگانه را در حال خوردن یک راکون مشاهده می‌کنند. بعد از اینکه آستا به هری اطلاع داد که بچه بیگانه از پنجره بیرون دوید، او به بیرون می‌رود تا به دنبال آن بگردد. نوزاد با هری ارتباط تله پاتیکی برقرار می‌کند و رؤیایی از جالوت به او می‌دهد که به او اطلاع می‌دهد که گونه آنها در تلاش برای کشتن بشریت نیست بلکه می‌خواهد یک گونه بیگانه دیگر را متوقف کند. مردی مرموز که به هری اصلی دستور داده بود دکتر هاجز را بکشد، وارد می‌شود و به هری فعلی شلیک می‌کند و در حالی که نوزاد بیگانه به داخل دریاچه می‌پرد، به پیوند تله پاتیک پایان می‌دهد. آستا با یکی از تفنگ‌های پر شده هری به مرد شلیک می‌کند. |    |                              |                       |                                                 |                 |      |
| ' |    |                              |                       |                                                 |                 |      |
| ۱۹ | ۹  | «کالبد شکافی»                | Kabir Akhtar          | Cherry Chevapravatdumrong                       | ۱۰ اوت ۲۰۲۲     | 0.66 |
| هری، آستا و دارسی جسد مرد را از مایک پنهان می‌کنند و آن را به جساپ منتقل می‌کنند. دو تن از همدستان مرد که از قایق پارویی نظاره گر بودند مورد حمله نوزاد بیگانه قرار می‌گیرند که بعداً یکی از شناسنامه‌های آنها را بیرون می‌آورد. هری آستا را متقاعد می‌کند که به پلیس نرود، اگرچه او همچنان متزلزل است. هری قصد دارد کالبد شکافی را دستکاری کند تا آستا دخالتی نداشته باشد. با این حال، با اطلاع بن، کارآگاه لنا تورس از جساپ تحقیقات را به عهده می‌گیرد و جسد را مصادره می‌کند. مایک و لیو دربارهٔ گروه گالوان/پاول تحقیق می‌کنند و لیو پیامی را ضبط می‌کند تا با ویدیوی بشقاب پرنده خود به یک ردیاب بیگانه حرفه‌ای ارسال کند. بن هری را به عنوان پزشک شهر برمی‌گرداند و مشکلات زناشویی خود را با او در میان می‌گذارد. دیوید که به لطف فضای بیگانگان جان سالم به در برده‌است، با ژنرال مک کالیستر که او نیز توسط قاتل بیگانه ای که به دیوید شلیک کرده‌است تحت تعقیب است، دوباره متحد می‌شود. هری پوسته شلیک آستا را در صبور می‌کارد و تورس را متقاعد می‌کند که جسد را برای کالبد شکافی به او تحویل دهد. در طول عمل، آستا دچار حمله عصبی می‌شود. هری دلسوز خاطراتش از شب را حذف می‌کند و ناخواسته باعث می‌شود ناهار تولد جی را از دست بدهد. |    |                              |                       |                                                 |                 |      |
| ۲۰ | ۱۰ | «شبح بابی اسمالوود»          | Kabir Akhtar          | Christian Taylor                                | ۱۷ اوت ۲۰۲۲     | 0.67 |
| ۸۱ سال پیش پسری به نام بابی اسمالوود با خواهرش خرگوشی را شکار می‌کند و آن را در معدن متروکه ای تعقیب می‌کند اما هرگز بازنمی‌گردد. در روزگار کنونی، هری خوشحال است که آستا را چنان خوشحال می‌بیند که حافظه اش پاک شده‌است. هری نتایج کالبد شکافی را به مایک، لیو و کلانتر جساپ ارائه می‌دهد. مایک و کلانتر جساپ از همکاری با هم لذت می‌برند و این باعث می‌شود که لیو احساس کند کنار گذاشته شده‌است. هری متوجه می‌شود که کودک بیگانه در یک مزرعه شیر مشغول تغذیه بوده‌است. در آنجا، او نوزاد را تعقیب می‌کند، اما در معدن متروکه ای که بابی وارد آن شده، ناپدید می‌شود. جی از آستا می‌پرسد که آنطور که برنامه‌ریزی کرده بودند او را در ناهارخوری برای تولدش ملاقات نکرده‌است. آستا که متوجه شد هری حافظه اش را پاک کرده‌است با او در این مورد روبرو می‌شود. هری می‌آموزد که احساسات منفی به همان اندازه برای انسان مهم هستند که احساسات مثبت. خواهر بابی که اکنون مسن شده‌است، شخصی را به عنوان بابی در ملاء عام می‌شناسد، سپس دوستش به او یادآوری می‌کند که بابی در کودکی آنها ناپدید شده‌است. سحر مکالمه را می‌شنود و استنباط می‌کند که کودک بیگانه بقایای بابی را پیدا کرده و از DNA او برای ساختن بدن انسان برای خود استفاده کرده‌است. سحر کودک بیگانه در بدن بابی را به مکس نشان می‌دهد و می‌خواهد این را از هری مخفی نگه دارد. بن به کیت می‌گوید که از او می‌ترسد، اما آنها در طی یک مکالمه تلفنی صمیمانه آشتی می‌کنند. هری به یک بیمار بیمار لاعلاج کمک می‌کند تا خودکشی کند. |    |                              |                       |                                                 |                 |      |
| ۲۱ | ۱۱ | «وزن»                        | Warren P. Sonoda      | Zach Cannon                                     | ۲۴ اوت ۲۰۲۲     | 0.74 |
| دیوید فیلم‌های نظارتی را تماشا می‌کند تا بفهمد که بیگانه کیست و به درستی مشکوک است که بیگانه هنوز در صبور است. ژنرال مک کالیستر کره بیگانه را با نگه داشتن یک زندانی آزمایش می‌کند و سپس او را از لبه کوه بیرون می‌راند. هنگامی که او از سقوط جان سالم به در می‌برد، مک کالیستر متوجه می‌شود که کره بیگانه می‌تواند از هر کسی محافظت کند. آستا از موقعیت‌هایی که به خاطر هری در آن قرار می‌گیرد ناامید است و سنگینی دنیا را روی شانه‌هایش احساس می‌کند. هری در معدنی که کودک بیگانه در آن ناپدید شد، تحقیق می‌کند. وقتی او رد پاها را پیدا می‌کند، متوجه می‌شود که بچه بیگانه به شکل انسان درآمده است. از آنجایی که مکس می‌تواند موجودات فضایی را به شکل اصلی آنها ببیند، هری به مکس پول می‌دهد تا بفهمد بچه بیگانه به شکل انسان کیست. وقتی مکس او را جدی نمی‌گیرد، هری مکس را متقاعد می‌کند که سحر تا زمانی که او در اطراف کودک بیگانه است در خطر است، بنابراین مکس هری را به RV در جنگلی که بچه را پنهان کرده‌اند می‌برد. وقتی هری بچه را پیدا می‌کند، او و سحر بر سر اینکه چه کسی او را بزرگ کند با هم بحث می‌کنند و بچه فرار می‌کند. آستا و لیو متوجه می‌شوند که نهر به فلزات سنگین آلوده شده‌است. کیت به بن می‌گوید که آزمایش خون نشان داد که او باردار نیست. |    |                              |                       |                                                 |                 |      |
| ۲۲ | ۱۲ | «بیگانه درون»                | Warren P. Sonoda      | Nastaran Dibai                                  | ۳۱ اوت ۲۰۲۲     | 0.64 |
| ۶۰ سال آینده، هری به این فکر می‌کند که چگونه به بدن انسانی‌اش وابسته شده و دلتنگ آستا می‌شود که مرده‌است، در حالی که سوزاندن صبر را تماشا می‌کند. در روزگار کنونی، هری نگران انسان شدن بیشتر است و نمی‌خواهد مانند جالوت شود، بنابراین موقتاً به شکل بیگانه‌اش بازمی‌گردد. ژنرال مک کالیستر ناهار را در مدرسه سرو می‌کند. سحر با دانستن نام مکس مشکوک می‌شود. وقتی مکس معده درد می‌کند، سحر معتقد است که مک‌کالیستر یک دستگاه ردیاب در غذای او گذاشته و به او یک ملین می‌دهد تا آن را دفع کند. بن برنامه‌های خود را برای ساخت یک استراحتگاه اعلام می‌کند که اکثر ساکنان با آن مخالف هستند زیرا می‌تواند شرکت‌های بزرگ را جذب کند و کسب‌وکارهای محلی را خارج از رقابت کند. در روز هالووین، هری سحر را از مدرسه خارج می‌کند تا به دنبال کودک بیگانه بگردد. مکس بعداً بچه را در مدرسه پیدا می‌کند. دیوید که نظارت مکس و سحر در مورد بیگانگان را در مدرسه تماشا می‌کند، این برخورد را می‌بیند و متوجه می‌شود که کودک یک بیگانه است. مکس از واکی تاکی استفاده می‌کند تا به سحر بگوید که بچه را پیدا کرده‌است، اما سیگنال خراب است. چند نفر از ساکنان کیت را به یک کلبه متروکه می‌برند که در آن در دوران کودکی خود بازی می‌کردند و او را متقاعد می‌کنند که با ساختن یک استراحتگاه مخالفت کند. هری و سحر به RV می‌رسند درست زمانی که ارتش با یک هلیکوپتر آن را دور می‌کشد و بچه داخل آن است. آستا کتابی از نقاشی‌های جالوت را در پست هری پیدا می‌کند. یکی از نقاشی‌ها مربوط به برخورد آستا و هری است که هیچ‌کس دیگری از آن خبر ندارد. آستا نتیجه می‌گیرد که هری جالوت است. ۵۰۰ سال آینده، بشریت نابود شده و هری به تنهایی روی زمین زندگی می‌کند. او یک پورتال پیدا می‌کند و ۳۳ سال قبل از رسیدن به زمین در برزیل از آن بیرون می‌آید. |    |                              |                       |                                                 |                 |      |
| ۲۳ | ۱۳ | «هری، یک پدر و مادر»         | Brennan Shroff        | Jenna Lamia                                     | ۷ سپتامبر ۲۰۲۲  | 0.58 |
| هری پس از فهمیدن اینکه جالوت خود آینده‌اش است که به گذشته بازگشته است، به آستا می‌گوید که دو نژاد بیگانه وجود دارند که می‌توانستند پورتالی را برای سفر به گذشته ایجاد کنند: خاکستری‌ها و آلفا دراکونیان. از آنجایی که خاکستری‌ها به جز کاوش مقعدی هیچ علاقه ای به زمین ندارند، هری متوجه می‌شود آلفا دراکونی‌ها کسانی هستند که می‌خواهند زمین را نابود کنند. آستا نامه‌ای از مادرش پیدا می‌کند که او را برای فرزندخواندگی سپری کرده‌است. در حالی که هری، آستا و دارسی به یک مسابقه اسکی سفر می‌کنند که دارسی در آن شرکت می‌کند، هری در مدار ۳۷ درجه شمالی می‌ایستد تا از طریق حلقه‌های کشتزار پیامی به آلفا دراکونیان بفرستد، جایی که هری ادعا می‌کند زمین سپس خودش به آلفا دراکونیان‌ها نفرین می‌کند. وقتی او این را به آستا می‌گوید، او نگران است که حالا که هری آنها را دیوانه کرده‌است، چگونه واکنش نشان خواهند داد. سپس هری و آستا به ملاقات مادر بیولوژیکی آستا می‌روند. مادر آستا هیچ علاقه ای به او ندارد بنابراین او و هری به مسابقه اسکی برمی گردند. دارسی دوست پسرش الیوت را به همه معرفی می‌کند. در حین بازگشت به خانه، ماشین ناگهان می‌ایستد و آستا و دارسی از حرکت بازمی‌ایستند. هری از ماشین خارج می‌شود و یک سفینه فضایی پیدا می‌کند. یک گری ظاهر می‌شود تا به او بگوید آنها کسانی هستند که قصد نابودی بشریت را دارند، نه آلفا دراکونیان‌ها، و به او هشدار می‌دهند که دخالت نکند. کیت و بن بر سر نقشه ساختن یک استراحتگاه در صبر با هم دعوا می‌کنند. |    |                              |                       |                                                 |                 |      |
| ۲۴ | ۱۴ | «موش و گربه»                 | Brennan Shroff        | Sarah Beckett and Emily Eslami & Jeffrey Nieves | ۱۴ سپتامبر ۲۰۲۲ | 0.57 |
| ژنرال مک کالیستر پس از مطالعه بر روی بچه بیگانه متقاعد می‌شود که او یک بیگانه نیست بلکه کودکی است که یک شوخی عملی بازی می‌کند. پس از بازجویی بیشتر از او، به شکل بیگانه خود بازمی‌گردد. کیت با شخصی ملاقات می‌کند تا از قاضی درخواست کند تا از ساخت استراحتگاه جلوگیری کند، بنابراین بن و کیت توافق می‌کنند که در مورد این موضوع صحبت نکنند. لیو در غذاخوری با پیتر باخ ملاقات می‌کند، بنابراین هری و آستا از آشپزخانه فرار می‌کنند، اما پیتر که می‌تواند شکل واقعی هری را ببیند، او را از پنجره می‌بیند. او سعی می‌کند هری را تعقیب کند که فرار می‌کند. لیو نقاشی مکس را به پیتر نشان می‌دهد که از هری ساخته شده‌است، و پیتر نتیجه می‌گیرد که مکس نیز توانایی او را دارد. پیتر از مکس سؤال می‌کند و کارت ویزیتش را به او می‌دهد. هری این برخورد را می‌بیند و احساس می‌کند که مکس به او خیانت کرده‌است. مایک خود را برای شام به بن و کیت دعوت می‌کند تا بتواند کیت را متقاعد کند که اقامتگاه را تأیید کند. مکس از مشاجره خسته می‌شود، بنابراین به اتاقش می‌رود و هری را آنجا می‌یابد. هری می‌خواهد بداند پیتر کجاست، اما مکس به او نمی‌گوید، مطمئن نیست که به چه کسی اعتماد کند. دارسی به دلیل اعتیاد مواد افیونی به طرز عجیبی رفتار می‌کند که هری با اصرار او دارو را تجویز می‌کند. وقتی او به الیوت نمی‌گوید چه اتفاقی دارد می‌افتد، او از او جدا می‌شود. پیتر در خانه هری ظاهر می‌شود، اما هری ابتدا او را اسیر می‌کند، همان‌طور که گفته می‌شود مکس از قبل به هری هشدار داده‌است. |    |                              |                       |                                                 |                 |      |
| ۲۵ | ۱۵ | «بهترین دشمنان»              | Robert Duncan McNeill | Nastaran Dibai                                  | ۲۱ سپتامبر ۲۰۲۲ | 0.58 |
| آستا متوجه می‌شود که هری پیتر را گروگان گرفته‌است و یک ردیاب بیگانه را که توسط گری‌ها در گردن او کاشته شده بود، که پیتر بیان می‌کند تنها ارتباط او با پسرش بود، حذف کرد. رقبا در نهایت توافق می‌کنند که با یکدیگر برای نفوذ به پایگاه مخفی ژنرال مک کالیستر در وایومینگ همکاری کنند. هری وانمود می‌کند که اسیر پیتر است و به سلولی در پایگاه منتقل می‌شود، از آنجا فرار می‌کند در حالی که پیتر مک‌کالیستر را دستبند می‌زند و از کامپیوتر او برای آزاد کردن زندانیان انسانی که ادعا می‌کنند شاهد حضور بیگانگان هستند، از جمله پسرش رابرت که اکنون بزرگ شده‌است استفاده می‌کند. هری چند سرباز زخمی را که در فصل اول با آنها جنگید، کنترل می‌کند تا با سربازانی که او را تعقیب می‌کردند مبارزه کند، و به او اجازه می‌دهد با بچه بیگانه که پیام کامل هری (جالوت) آینده را به او می‌دهد، دوباره متحد شود. قبل از اینکه بتواند بچه را به حال خودش رها کند، وقتی او را «بابا» صدا می‌کند، او را تحت مراقبت خود می‌گیرد. هنگامی که رابرت تلاش می‌کند دوباره به پدرش بپیوندد، پیتر با گرفتن گلوله ای به سمت رابرت از قاتل که نزدیک بود دیوید را بکشد، خود را قربانی می‌کند. هری تقریباً مک‌کالیستر را خفه می‌کند اما به اصرار کودک از او در امان می‌ماند. او سپس رابرت و نوزاد را به مکان امن می‌برد، و دومی کره گم شده خود را که قبلاً آن را بلعیده بود، بازمی‌گرداند، در حالی که لیو کامیون ربوده شده آنها را در یک خوراک امنیتی تماشا می‌کند. در «صبر»، دارسی، که اکنون از اعتیاد خود بهبود یافته و تمایلی به بازگشت به کار ندارد، در عوض وقت خود را با دن در خانه دوازده درختی سپری می‌کند. آستا به پدرش می‌گوید که دارسی را متقاعد کند که برود، و او پاسخ می‌دهد که زمان نقل مکان او نیز فرا رسیده‌است، بنابراین او و دارسی موافقت می‌کنند که در اقامتگاه بعدی خود هم اتاقی باشند. بن، که خوابش را از دست می‌دهد که آیا برنامه‌های خود را برای یک استراحتگاه ادامه می‌دهد یا نه و همچنین احساس می‌کند که دوستش ندارد، یک شب خسته رانندگی می‌کند و تصادف می‌کند. او در کلینیک با کیت آشتی می‌کند و دیگر مردم شهر به او می‌پیوندند تا دلسوزی خود را نشان دهند. |    |                              |                       |                                                 |                 |      |
| ۲۶ | ۱۶ | «من به بیگانگان اعتقاد دارم» | Robert Duncan McNeill | Chris Sheridan                                  | ۲۸ سپتامبر ۲۰۲۲ | 0.55 |
| هری از کودک بیگانه می‌خواهد پیام آستا جالوت را بدهد: مردمش به زمین نمی‌آیند، خاکستری‌ها دورگه‌های انسان خاکستری را به زمین فرستاده‌اند و او خود آینده هری است. گولیات همچنین می‌گوید که ژنرال مک کالیستر منابع لازم برای نجات زمین را دارد. هری پسر پیتر، رابرت را به فرزندی پذیرفته‌است، اما رابرت تصمیم می‌گیرد که باید زندگی خود را بسازد. قبل از رفتن رابرت، هری کره را برای محافظت به او می‌دهد. با وجود اینکه بن تصمیم گرفته‌است که استراحتگاه را نسازد، اما همچنان در خواب راه می‌رود. جی آستا را در کافه پیدا می‌کند و از او می‌خواهد تا شغل قبلی‌اش را بازگرداند. لیو در خبری می‌شنود که پیتر در یک تصادف رانندگی کشته شده‌است، اما معتقد است که این یک سرپوش است. قاتل انسان خاکستری که پیتر، جوزف را کشت، به هری اطلاع می‌دهد که افراد هری زمین را واگذار کرده‌اند و یک غلاف روی کوه وجود دارد که او را به خانه می‌برد. از آنجایی که هری اطلاعاتی از آینده دارد مبنی بر اینکه او در نجات زمین شکست خواهد خورد، تصمیم می‌گیرد که آنجا را ترک کند و با مکس خداحافظی می‌کند که سحر را مطلع می‌کند. سحر می‌آید تا با کودک بیگانه ای که هری نامش را بریجت گذاشته‌است خداحافظی کند. هری با تجدید نظر در تصمیم خود، از غلاف برای فرستادن بریجیت به خانه استفاده می‌کند. دارسی سمی را که برای کشتن سام استفاده می‌شود را در اتاق آستا پیدا می‌کند. او برای رویارویی با آستا به کابین هری می‌رود، خواستار دانستن حقیقت است و تهدید به پایان دوستی آنها می‌کند. سپس هری به حالت بیگانه خود بازمی‌گردد و دارسی از دانستن رازی که آستا از او پنهان کرده‌است، احساس آرامش می‌کند. ارتش در جستجوی هری می‌آید، که به آستا و دارسی می‌گوید در پناهگاه او پنهان شوند و او را برای دیدن ژنرال مک‌کالیستر به محوطه‌ای می‌برد. جوزف برای شغلی به عنوان معاون در صبور درخواست می‌دهد. رابرت توسط خاکستری‌ها ربوده شده و با بن به سفینه فضایی آورده می‌شود. خاکستری‌ها به بن اطلاع می‌دهند که سه ماه پیش جنین را از شکم کیت ربودند. |    |                              |                       |                                                 |                 |      |